# تیم ملی فوتبال زنان لائوس
تیم ملی فوتبال زنان لائوس (انگلیسی: Laos women's national football team) نماینده فوتبال زنان این کشور در رده ملی است و تحت نظارت فدراسیون فوتبال لائوس قرار دارد.